# Walter Supersaxo
Walter Supersaxo (né en 1402 à Ernen, mort en 1482 à Sion) est le fils de Nikolaus Uff der Flüe et d'Antonia et le père de Georges Supersaxo,.
Walter est vicaire à la cathédrale de Sion en 1436, secrétaire de l'évêque Guillaume III de Rarogne en 1437, notaire d'Ernen de 1441 à 1457, et chanoine de Sion en 1442.
Supersaxo est choisi comme évêque de Sion en 1457, il est confirmé en 1458 et ordonné en 1459. Il est évêque de Sion et comte du Valais jusqu'en 1482 .  

## Biographie
Walter Supersaxo s'implique  pour le maintien des droits souverains de l'évêque de Sion. Il s'efforce également de renforcer la position politique du Valais à l'intérieur comme à l'extérieur. Dès 1460, il empêche les dizains de signer des alliances sans son aval et édicte des statuts synodaux. 
Lors de la querelle de succession des seigneurs Hildebrand et Petermann de Rarogne, qui sont endettés et sans héritiers il s'oppose à Rudolph Asperlin et Pierre de Torrenté. Rudolph Asperlin a en effet épousé Frisquina, sœur des seigneurs de Rarogne et peut donc prétendre à la succession. Pierre de Torrenté quant à lui, soutient les Anniviards dans leur tentative de rachat de la seigneurie pour constituer une seigneurie libre. 
Walter Supersaxo obtient le rattachement des biens et des droits seigneuriaux du vidomnat d'Anniviers à la mense épiscopale, et installe son propre fils Georges Supersaxo comme nouveau châtelain d'Anniviers vers 1479. 

## Rôle dans les procès en sorcellerie
Walter Supersaxo a su utiliser la répression de la sorcellerie pour appuyer son autorité et ses prétention territorial, notamment dans le Val d'Anniviers. La chercheuse Chantal Ammann-Doubliez est ainsi parvenu a dénombrer plus d'une centaine de cas de bûcher et de confiscations des biens sous son épiscopat. 

## Renforcement politique du Valais
Dès 1474, il renforce les alliances du Valais en rejoignant l'alliance entre Milan, Venise et Florence. En 1475 il en conclut une avec  Berne et renouvelle l'alliance avec  les Waldstätten en 1478. Il remporte la bataille de la Planta à Sion contre la maison de Savoie. Après cela, entre 1475 et 1476, il reprend le Bas-Valais au duché de Savoie jusqu'à Saint-Maurice. Il édicte des statuts synodaux et un projet de droit coutumier pour le Valais. Il écrit un projet d'ordonnance judiciaire et un nouveau coutumier valaisan de 1470 à 1475 avec des chanoines. 
Il bat monnaie de 1479 à 1480, devenant le premier évêque de Sion à le faire.
On lui doit la création de la bibliothèque Supersaxo et de la chapelle Sainte-Barbara dans la cathédrale de Sion, ainsi que le l'impression du premier bréviaire de Sion en 1482,,.